# 查秉彝
查秉彝（1504年—1561年），字性甫，號近川、覺菴，浙江杭州府海寧縣人，民籍，明朝政治人物。

## 生平
嘉靖四年（1525年）乙酉科浙江鄉試第二十一名。嘉靖十七年（1538年）戊戌科三甲一百四十九名進士。授湖廣黄州府推官，二十二年十二月选授礼科给事中，二十五年九月进户科右给事中，歷官户科左给事中，嘉靖二十六年（1547年）九月二十日，户部尚书王杲與艾朴被下镇抚司狱追问。秉彝與厉汝进、徐养正、刘起宗、刘禄等则上言力救。結果世宗下命锦衣卫逮系厉汝进等至阙下，查秉彝被杖責四十。謫雲南定逺縣典史。嚴嵩倒臺後，起為建寧府推官，累遷至吏部文選郎中。三十六年七月升太常寺少卿，三十九年九月轉左少卿，三十八年三月改任大理寺右少卿，十月升太仆寺卿，四十年闰五月升顺天府府尹（今北京市長），莅事五日而卒，賜祭葬。

## 家族
曾祖查實；祖父查益，封按察司僉事；父查繪。母周氏。永感下。兄查秉中、查秉直（嘉靖癸卯科舉人、官南京刑部员外郎）。弟查秉鉞（嘉靖甲午舉人、贡士、官大理評事）、查秉倫、查秉信、查秉佶、查秉鈞。有子查志文、查志立。